# 全米ライフル協会
全米ライフル協会（ぜんべいライフルきょうかい、英語: National Rifle Association of America、略称: NRA（エヌ・アール・エー））は、アメリカ合衆国の銃製造業や銃愛好家の団体である。「全米最強のロビイスト」と呼ばれる。
NRA公式では日本語表記を明示していないため、本項では慣習的に使われている『全米ライフル協会』とする。また、ライフルとあるが単に含まれているだけで意味は無く、銃器一般を対象にしており、ライフリングを備えた銃や小銃(ライフル銃)などに限定した団体ではない。

## データ
- 設立：1871年
- 会長：ボブ・バー（英語版）（2024年5月就任）
- 会員：約400万人
- スローガン:「Guns don't kill people, people kill people.（銃が人を殺すのではない、人が人を殺すのだ）」

## 概要

### 銃規制反対
1871年に「アーミー・アンド・ネービー・ジャーナル」（現在の「アームド・フォーセス・ジャーナル」）編集者のウィリアム・コナント・チャーチと、北軍の将軍ジョージ・ウッド・ウィンゲートを中心に、南北戦争に勝った北部出身者、銃販売業者や銃愛好家などにより設立される。
設立当初、射撃訓練を行う団体として設立されて以降、協会の活動の中心は射撃技術の向上にあった。しかし1960年代にアメリカ合衆国で銃犯罪が急増するに伴い銃規制の世論が高まると、これに反対する候補者を支えるロビー活動に活動の主眼を移すことになる。銃器メーカーや販売店などの法人会員から多額の資金を得て急激に組織を拡大し、共和党右派とのつながりを深めていった。
アメリカ合衆国憲法修正第2条に定められた「武器を所持して携帯する権利」を根拠に、銃規制に反対している。
但しこの条文は州兵の活動の為に定められたものであり（前段「よく規律された民兵は、自由な国家の安全にとって必要であるから」より）、NRAが主張する「国民の無制限な武装権」を認めたものではない、と批判する学説もある。
なお、合衆国最高裁判所は2008年7月、同条項を「個人の武装権を認めたもの」とする判決を示した。

### 全米有数のロビー団体
結成当時、コルト・ファイヤーアームズや軍・司法機関・連邦政府と結託して準公的機関を装い銃器を普及させた事に協会活動は始まる。
スミス&ウェッソンやレミントン・アームズなどの連邦政府や軍と取引の多い銃、武器メーカーからの潤沢な援助を受けている他、政府への献金も行っており、共和党の保守層を中心に有力な政治家の会員も多く、強い政治的影響力を有している。これらのことにより、歴代のアメリカ合衆国大統領の多くが会員や名誉会員になっている。また、その会員数の多さからも『有力なロビー団体の一つ』ともなっている。
1981年3月に、ワシントンD.C.で起きたロナルド・レーガン大統領暗殺未遂事件の際に重傷を負った大統領報道官・ジェイムズ・ブレイディの名前を取って名づけられた銃規制法案「ブレイディ法」は5年間の時限立法だったことにより、期限の切れる1998年に、5日間の待機期間を1日以内の即時許可に修正して、それをブレイディ法対象外だったライフルと散弾銃にも適用してブレイディ法を延長させた。2004年には1994年に10年間の時限立法で制定した攻撃用銃器規制法の延長を阻止することに成功している。
政治上の利点のためならば銃規制に妥協する場合もある(マフィア対策の全自動火器の規制、ブラック・パンサー党を抑えるためのカリフォルニア州における厳しい規制)ため、米国銃所有者協会（GOA）など銃規制に一切妥協しない陣営からは「NRAは全米最強の銃規制団体」と批判されている。
なお、白人至上主義を掲げる有名な秘密結社（テロリストに指定されている）クー・クラックス・クラン（KKK）とNRAはまったく無関係な組織であるにもかかわらず、一部マスコミでは2つの団体が関係があるように報道しているケースがみられる（後述ボウリング・フォー・コロンバインのアニメパートでの描写など。全く関係ないと言っているが、皮肉を込めてである）。
全米ライフル協会は、豊富な資金を武器に、アメリカ合衆国議会に強い影響力を有する。バラク・オバマ大統領は銃規制推進に熱心であったが、2015年6月19日のインタビューで「議会での全米ライフル協会の支配力は極めて強い」として、銃規制強化に悲観的な見方を示した。

### 組織破綻と移転
2020年8月、ニューヨーク州司法省から組織の資金が流用されているとして解散と賠償を求め州裁判所に提訴された。これに対し、解散を逃れるため財務状況が良好にもかかわらず連邦破産法第11章適用（民事再生）を申し立て、登記先を銃規制が強まるニューヨーク州から比較的規制の緩いテキサス州へ移す手続きを開始。しかし2021年5月11日、誠実な申請ではないとしてテキサス州連邦破産裁判所は申し立てを却下した。

## 著名な会員
- ユリシーズ・グラント（元合衆国大統領、元軍人、第8代会長）
- ジョージ・ハーバート・ウォーカー・ブッシュ（元合衆国大統領、元軍人）
- チャック・ノリス（俳優、作家、映画製作者、元軍人、NRA-ILA（立法処置のためのロビー活動部）現名誉会長[8]）
- チャールトン・ヘストン（俳優、元軍人、元会長）[9]
- ジョン・ミリアス（脚本家、映画監督）
- サラ・ペイリン（元アラスカ州知事）
- グレン・ベック（ラジオ・パーソナリティー、テレビ・アンカーマン）
- テッド・ニュージェント（ハードロック・ミュージシャン）

### 自身の意思で資格返上した人
- マイケル・ムーア（映画監督。19歳の時、会員資格を返上。後にアメリカの銃社会を批判したドキュメンタリー映画『ボウリング・フォー・コロンバイン』を監督）